# Libro de los Jueces
El Libro de de los Jueces es un libro del Antiguo Testamento y del Tanaj hebreo, perteneciente al grupo de los Libros Históricos. En la Biblia se encuentra ubicado entre el Libro de Josué y el Libro de Rut.

## Contexto histórico
Presentan a los Jueces o Libertadores que salvaron al pueblo de la esclavitud, después de liberarlos los gobernaron.
En tiempos de los Jueces, Israel está completamente desorganizada, sus instituciones están aún sin definir y numerosas potencias la amenazan.
Como esta intervención está librada solamente al arbitrio de la Divinidad, los jueces aparecen y desaparecen a intervalos irregulares de la historia hebrea.
Ningún juez llegó a ser jefe supremo porque su función no es lograr la unidad sino solventar un problema puntual: la unificación definitiva habrá de esperar a los Reyes.

## Contenido
El Libro de los Jueces narra el período que va desde la muerte de Josué hasta el nacimiento de Samuel, un tiempo en que los judíos han abandonado su vida nómada y acaban de instalarse como semisedentarios primero y agricultores luego, habitando en casas de material o chozas de adobe.
Aunque Jueces no sigue un plan fijo y  bien estructurado, a grandes rasgos pueden distinguirse en él las siguientes partes:
1. Primera introducción (1:1-2:5);
2. Segunda introducción (2:6-3:6);
3. Cuerpo de la obra, con los hechos de los seis "jueces mayores" y algunos menores; y
4. Dos apéndices (caps. 17 a 21).

## Jueces
Los Jueces que gobernaron Israel mencionados en el Libro son 12 en total:
- Otoniel: (Jue 3:7-11)
- Aod: (Jue 3:15)
- Samgar: (Jue 3:31)
- Débora (y Barac): (Jue 4-5)
- Gedeón: (Jue 6-8)
- Tola: (Jue 10:1)
- Jaír: (Jue 10:3)
- Jefté: (Jue 10:6-12:7)
- Ibzán: (Jue 12:8)
- Elón: (Jue 12:11)
- Abdón: (Jue 12:13)
- Sansón: (Jue 13-16)

## Sentido religioso
Todo el libro intenta ser una demostración teológica de que la infidelidad a Dios ha sido la causa de todos los males de Israel. Pero Él es misericordioso, y compensa con la llegada de los jueces la impiedad del pueblo. Cuando el hebreo peca y por lo tanto cae esclavo, Dios le envía un libertador. Pero cuando aquel juez moría, el pueblo caía nuevamente en las malas acciones, con lo que se repetía el ciclo y se hacía necesario otro caudillo libertador. Yahvé no reniega del Pacto con Su pueblo ni le vuelve la espalda jamás. Dios es fiel.(Jueces 2: 11-23)
Sin embargo, permite que las situaciones conflictivas se susciten, porque el pueblo ha de probar su fidelidad. Este rasgo emparenta  a Jueces con el libro del profeta Oseas.